# Régime Hollywood

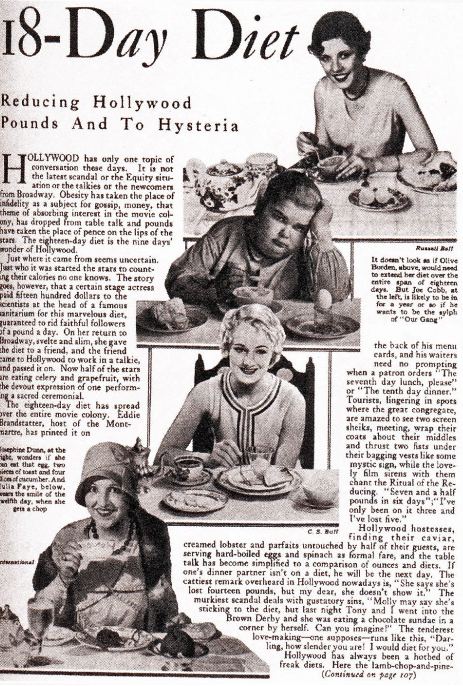
Article sur le régime Hollywood datant de 1929

Le régime Hollywood, aussi appelé régime Beverly Hills ou régime fruits est un régime alimentaire amaigrissant à base de fruits, notamment de fruits tropicaux. Il présente de nombreuses caractéristiques proches des régimes dissociés.
Il doit son nom à son succès auprès des stars du cinéma à Hollywood. Il semble avoir été élaboré dans les années 1930.

## Principe
Le principe du régime est simple, il suffit de manger quasiment exclusivement des fruits, de préférence tropicaux, à l'exception notable de la banane. Il est possible de consommer d'autres aliments que des fruits, aux conditions suivantes :
- Attendre deux heures après l'ingestion du dernier fruit ;
- Ne consommer qu'un seul type d'aliment dans la journée (par exemple, uniquement de la viande ou uniquement du poisson) ;
- Ne pas consommer de produits préparés industriellement ;
- Manger des quantités limitées.

Les excès doivent être compensés par trois jours de diète fruitière.
Les fruits tropicaux contiennent une enzyme qui facilite la digestion des protéines.

## Variante
Il existe une variante du régime Hollywood, appelée régime ananas-pamplemousse qui consiste à limiter les fruits consommés à l'ananas et au pamplemousse.

## Critiques
Pauvre en protéines, il est accusé de provoquer fatigue et fonte musculaire 
. L'excès de glucides présents dans les fruits est également déconseillé. Il s'agit donc d'un régime qui doit être limité dans le temps afin d'éviter les carences alimentaires et ainsi un dysfonctionnement musculaire.